# Rejowinangun (Kademangan)
Rejowinangun is een bestuurslaag in het regentschap Blitar van de provincie Oost-Java, Indonesië. Rejowinangun telt 2927 inwoners (volkstelling 2010).